# Sauvagerie, barbarie, civilisation
La tripartition sauvagerie, barbarie, civilisation de l'humanité est une théorie évolutionniste formulée notamment par Lewis Henry Morgan dans son ouvrage La Société archaïque, selon laquelle la civilisation, entendue comme la civilisation blanche, serait la perfection d'un développement de l'humanité dont le stade précédent serait la barbarie, et l'origine la sauvagerie.